# WTA-toernooi van Parijs
Het WTA-toernooi van Parijs was een jaarlijks terugkerend tennistoernooi voor vrouwen dat van 1993 tot en met 2014 werd georganiseerd in de Franse hoofdstad Parijs. De officiële naam van het toernooi was Open GDF Suez.
De WTA organiseerde het toernooi dat laatstelijk in de categorie "Premier" viel en werd gespeeld op een overdekte hardcourtbaan.
Française Amélie Mauresmo won het toernooi driemaal.

## Officiële namen
- 1993–2008: Open Gaz de France
- 2009–2014: Open GDF Suez

## Meervoudig winnaressen enkelspel
| speelster           | aantal titels | in de jaren      |
| ------------------- | ------------- | ---------------- |
| Amélie Mauresmo     | 3             | 2001, 2006, 2009 |
| Martina Navrátilová | 2             | 1993, 1994       |
| Serena Williams     | 2             | 1999, 2003       |

## Finales

### Enkelspel
| Datum      | Naam               | Cat.    | ($)     | Ondergrond        | Winnares                    | Verliezend finaliste | Uitslag       |         |
| ---------- | ------------------ | ------- | ------- | ----------------- | --------------------------- | -------------------- | ------------- | ------- |
| 1993-02-15 | Open Gaz de France | Tier II | 375.000 | tapijt, binnen    | Martina Navrátilová         | Monica Seles         | 6-3, 4-6, 7-6 | details |
| 1994-02-14 | Open Gaz de France | Tier II | 400.000 | tapijt, binnen    | Martina Navrátilová         | Julie Halard         | 7-5, 6-3      | details |
| 1995-02-13 | Open Gaz de France | Tier II | 430.000 | tapijt, binnen    | Steffi Graf                 | Mary Pierce          | 6-2, 6-2      | details |
| 1996-02-12 | Open Gaz de France | Tier II | 450.000 | tapijt, binnen    | Julie Halard                | Iva Majoli           | 7-5, 7-6      | details |
| 1997-02-10 | Open Gaz de France | Tier II | 450.000 | tapijt, binnen    | Martina Hingis              | Anke Huber           | 6-3, 3-6, 6-3 | details |
| 1998-02-09 | Open Gaz de France | Tier II | 450.000 | tapijt, binnen    | Mary Pierce                 | Dominique Monami     | 6-3, 7-5      | details |
| 1999-02-22 | Open Gaz de France | Tier II | 520.000 | tapijt, binnen    | Serena Williams             | Amélie Mauresmo      | 6-2, 3-6, 7-6 | details |
| 2000-02-07 | Open Gaz de France | Tier II | 535.000 | tapijt, binnen    | Nathalie Tauziat            | Serena Williams      | 7-5, 6-2      | details |
| 2001-02-06 | Open Gaz de France | Tier II | 565.000 | tapijt, binnen    | Amélie Mauresmo             | Anke Huber           | 7-6, 6-1      | details |
| 2002-02-04 | Open Gaz de France | Tier II | 585.000 | tapijt, binnen    | Venus Williams              | Jelena Dokić         | forfait       | details |
| 2003-02-03 | Open Gaz de France | Tier II | 585.000 | tapijt, binnen    | Serena Williams             | Amélie Mauresmo      | 6-3, 6-2      | details |
| 2004-02-09 | Open Gaz de France | Tier II | 585.000 | tapijt, binnen    | Kim Clijsters               | Mary Pierce          | 6-2, 6-1      | details |
| 2005-02-07 | Open Gaz de France | Tier II | 585.000 | tapijt, binnen    | Dinara Safina               | Amélie Mauresmo      | 6-4, 2-6, 6-3 | details |
| 2006-02-06 | Open Gaz de France | Tier II | 600.000 | hardcourt, binnen | Amélie Mauresmo             | Mary Pierce          | 6-1, 7-6      | details |
| 2007-02-05 | Open Gaz de France | Tier II | 600.000 | hardcourt, binnen | Nadja Petrova               | Lucie Šafářová       | 4-6, 6-1, 6-4 | details |
| 2008-02-04 | Open Gaz de France | Tier II | 600.000 | hardcourt, binnen | Anna Tsjakvetadze           | Ágnes Szávay         | 6-3, 2-6, 6-2 | details |
| 2009-02-09 | Open GDF Suez      | Premier | 600.000 | hardcourt, binnen | Amélie Mauresmo             | Jelena Dementjeva    | 7-6, 2-6, 6-4 | details |
| 2010-02-08 | Open GDF Suez      | Premier | 700.000 | hardcourt, binnen | Jelena Dementjeva           | Lucie Šafářová       | 6-7, 6-1, 6-4 | details |
| 2011-02-07 | Open GDF Suez      | Premier | 618.000 | hardcourt, binnen | Petra Kvitová               | Kim Clijsters        | 6-4, 6-3      | details |
| 2012-02-06 | Open GDF Suez      | Premier | 637.000 | hardcourt, binnen | Angelique Kerber            | Marion Bartoli       | 7-6, 5-7, 6-3 | details |
| 2013-01-28 | Open GDF Suez      | Premier | 690.000 | hardcourt, binnen | Mona Barthel                | Sara Errani          | 7-5, 7-6      | details |
| 2014-01-27 | Open GDF Suez      | Premier | 710.000 | hardcourt, binnen | Anastasija Pavljoetsjenkova | Sara Errani          | 3-6, 6-2, 6-3 | details |

### Dubbelspel
| Datum      | Naam               | Cat.    | ($)     | Ondergrond        | Winnaressen                               | Verliezend finalistes                  | Uitslag          |         |
| ---------- | ------------------ | ------- | ------- | ----------------- | ----------------------------------------- | -------------------------------------- | ---------------- | ------- |
| 1993-02-15 | Open Gaz de France | Tier II | 375.000 | tapijt, binnen    | Jana Novotná Andrea Strnadová             | Jo Durie Catherine Suire               | 7-6, 6-2         | details |
| 1994-02-14 | Open Gaz de France | Tier II | 400.000 | tapijt, binnen    | Sabine Appelmans Laurence Courtois        | Mary Pierce Andrea Temesvári           | 6-4, 6-4         | details |
| 1995-02-13 | Open Gaz de France | Tier II | 430.000 | tapijt, binnen    | Meredith McGrath Larisa Neiland           | Manon Bollegraf Rennae Stubbs          | 6-4, 6-1         | details |
| 1996-02-12 | Open Gaz de France | Tier II | 450.000 | tapijt, binnen    | Kristie Boogert Jana Novotná              | Julie Halard Nathalie Tauziat          | 6-4, 6-3         | details |
| 1997-02-10 | Open Gaz de France | Tier II | 450.000 | tapijt, binnen    | Martina Hingis Jana Novotná               | Alexandra Fusai Rita Grande            | 6-3, 6-0         | details |
| 1998-02-09 | Open Gaz de France | Tier II | 450.000 | tapijt, binnen    | Sabine Appelmans Miriam Oremans           | Anna Koernikova Larisa Neiland         | 1-6, 6-3, 7-6    | details |
| 1999-02-22 | Open Gaz de France | Tier II | 520.000 | tapijt, binnen    | Irina Spîrlea Caroline Vis                | Jelena Lichovtseva Ai Sugiyama         | 7-5, 3-6, 6-3    | details |
| 2000-02-07 | Open Gaz de France | Tier II | 535.000 | tapijt, binnen    | Julie Halard-Decugis Sandrine Testud      | Åsa Carlsson Émilie Loit               | 3-6, 6-3, 6-4    | details |
| 2001-02-06 | Open Gaz de France | Tier II | 565.000 | tapijt, binnen    | Iva Majoli Virginie Razzano               | Kimberly Po Nathalie Tauziat           | 6-3, 7-5         | details |
| 2002-02-04 | Open Gaz de France | Tier II | 585.000 | tapijt, binnen    | Nathalie Dechy Meilen Tu                  | Jelena Dementjeva Janette Husárová     | forfait          | details |
| 2003-02-03 | Open Gaz de France | Tier II | 585.000 | tapijt, binnen    | Barbara Schett Patty Schnyder             | Marion Bartoli S. Cohen-Aloro          | 2-6, 6-2, 7-6    | details |
| 2004-02-09 | Open Gaz de France | Tier II | 585.000 | tapijt, binnen    | Barbara Schett Patty Schnyder             | Silvia Farina-Elia Francesca Schiavone | 6-3, 6-2         | details |
| 2005-02-07 | Open Gaz de France | Tier II | 585.000 | tapijt, binnen    | Iveta Benešová Květa Peschke              | Anabel Medina Dinara Safina            | 6-2, 2-6, 6-2    | details |
| 2006-02-06 | Open Gaz de France | Tier II | 600.000 | hardcourt, binnen | Émilie Loit Květa Peschke                 | Cara Black Rennae Stubbs               | 7-6, 6-4         | details |
| 2007-02-05 | Open Gaz de France | Tier II | 600.000 | hardcourt, binnen | Cara Black Liezel Huber                   | G. Navrátilová Vladimíra Uhlířová      | 6-2, 6-0         | details |
| 2008-02-04 | Open Gaz de France | Tier II | 600.000 | hardcourt, binnen | Aljona Bondarenko Kateryna Bondarenko     | Eva Hrdinová Vladimíra Uhlířová        | 6-1, 6-4         | details |
| 2009-02-09 | Open GDF Suez      | Premier | 600.000 | hardcourt, binnen | Cara Black Liezel Huber                   | Květa Peschke Lisa Raymond             | 6-4, 3-6, [10-4] | details |
| 2010-02-08 | Open GDF Suez      | Premier | 700.000 | hardcourt, binnen | Iveta Benešová Barbora Záhlavová-Strýcová | Cara Black Liezel Huber                | walk-over        | details |
| 2011-02-07 | Open GDF Suez      | Premier | 618.000 | hardcourt, binnen | Bethanie Mattek-Sands Meghann Shaughnessy | Vera Doesjevina Jekaterina Makarova    | 6-4, 6-2         | details |
| 2012-02-06 | Open GDF Suez      | Premier | 637.000 | hardcourt, binnen | Liezel Huber Lisa Raymond                 | Anna-Lena Grönefeld Petra Martić       | 7-6, 6-1         | details |
| 2013-01-28 | Open GDF Suez      | Premier | 690.000 | hardcourt, binnen | Sara Errani Roberta Vinci                 | Andrea Hlaváčková Liezel Huber         | 6-1, 6-1         | details |
| 2014-01-27 | Open GDF Suez      | Premier | 710.000 | hardcourt, binnen | Anna-Lena Grönefeld Květa Peschke         | Tímea Babos Kristina Mladenovic        | 6-7, 6-4, [10-5] | details |

1993 · 1994 · 1995 · 1996 · 1997 · 1998 · 1999 · 2000 · 2001 · 2002 · 2003 · 2004 · 2005 · 2006 · 2007 · 2008 · 2009 · 2010 · 2011 · 2012 · 2013 · 2014
ITF-toernooien (mannen en vrouwen)

ATP-toernooien (mannen) – ATP-seizoen 2025

WTA-toernooien (vrouwen) – WTA-seizoen 2025

Voormalige toernooien mannen
Voormalige toernooien vrouwen
Voormalige amateurtoernooien